# Даньково (Рязанская область)
Даньково — село в России, расположено в Касимовском районе Рязанской области. Входит в состав Булгаковского сельского поселения.

## Географическое положение
Село Даньково расположено примерно в 15 км к северо-западу от центра города Касимова. Ближайшие населённые пункты — деревня Вырково к востоку, село  Клетино и поселок Сынтул к югу и поселок Гусь-Железный к западу.

## История
Село Даньково в качестве погоста упоминается в списке с Владимирских писцовых книг князя Василия Петровича Кропоткина в 1637 г.  Село также называлось Рождество-Лесное по названию церкви. В 1905 году село относилось к Сынтульской волости Касимовского уезда и имело 19 дворов при численности населения 126 чел.

## Население
| 1859 | 1906 | 2010 |
| ---- | ---- | ---- |
| 96   | ↗126 | ↘6   |

## Транспорт и связь
Село расположено в километре от трассы Р105 с регулярным автобусным сообщением.
Село Даньково обслуживает сельское отделение почтовой связи Мимишкино (индекс 391337).

## Религия

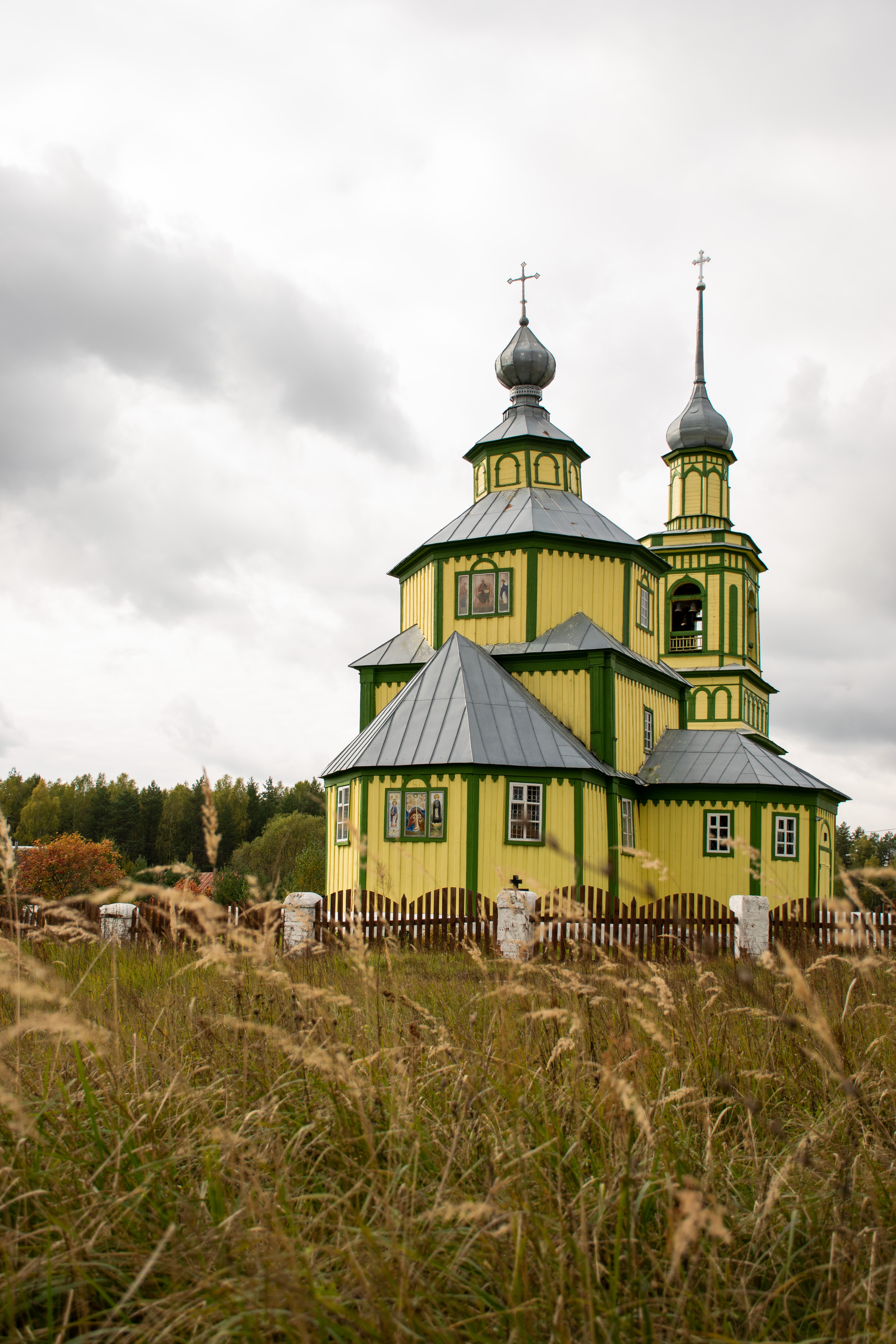
Церковь Рождества Христова в селе Даньково

Первая деревянная  церковь Рождества Христова в селе Даньково построена в XVII веке. В 1794 году на месте обветшавшей старой церкви на средства прихожан построена новая .
В 1961 году церковь была закрыта. Вновь открыта в начале 90-х годов XX века. Первым приходским священником, восстановившим полуразрушенную после закрытия церковь, был священноинок Кирилл (Епифанов), служивший в церкви до 1995 г.
По состоянию на 2014 г. приход относится к первому Касимовскому благочинию Касимовской епархии.

## Достопримечательности
Расположенная в селе деревянная церковь Рождества Христова признана памятником архитектуры федерального значения.
К северо-западу от села находится памятник природы - лесной карстовый провал Страшный овраг .